# Болюнсько Полє
Болюнсько Полє (хорв. Boljunsko Polje) – населений пункт у Хорватії, в Істрійській жупанії у складі громади Лупоглав.

## Населення
Населення за даними перепису 2011 року становило 162 осіб.
Динаміка чисельності населення поселення:

## Клімат
Середня річна температура становить 12,29°C, середня максимальна – 25,60°C, а середня мінімальна – -1,61°C. Середня річна кількість опадів – 1187 мм.
| Клімат поселення                              | Клімат поселення | Клімат поселення | Клімат поселення | Клімат поселення | Клімат поселення | Клімат поселення | Клімат поселення | Клімат поселення | Клімат поселення | Клімат поселення | Клімат поселення | Клімат поселення | Клімат поселення |
| Показник                                      | Січ.             | Лют.             | Бер.             | Квіт.            | Трав.            | Черв.            | Лип.             | Серп.            | Вер.             | Жовт.            | Лист.            | Груд.            |                  |
| Середній максимум, °C                         | 9,21             | 10,00            | 12,73            | 16,57            | 21,01            | 24,71            | 25,60            | 25,19            | 20,92            | 16,69            | 11,75            | 8,75             |                  |
| Середня температура, °C                       | 3,80             | 4,60             | 7,32             | 11,15            | 15,60            | 19,28            | 21,74            | 21,32            | 17,05            | 12,82            | 7,88             | 4,88             |                  |
| Середній мінімум, °C                          | −1,61            | −0,83            | 1,90             | 5,74             | 10,18            | 13,88            | 17,87            | 17,46            | 13,20            | 8,96             | 4,03             | 1,02             |                  |
| Норма опадів, мм                              | 92               | 73               | 86               | 95               | 84               | 98               | 68               | 95               | 106              | 136              | 139              | 115              |                  |
| Середньомісячна швидкість вітру, м/с          | 1.98             | 2.25             | 2.42             | 2.38             | 2.17             | 2.07             | 2.03             | 2.00             | 1.97             | 2.14             | 2.24             | 2.14             |                  |
| Середньомісячна сонячна радіація, кДж/м²·день | 4456             | 7336             | 10585            | 14871            | 19007            | 20628            | 21561            | 18615            | 13915            | 8969             | 4895             | 3749             |                  |
| --------------------------------------------- | ---------------- | ---------------- | ---------------- | ---------------- | ---------------- | ---------------- | ---------------- | ---------------- | ---------------- | ---------------- | ---------------- | ---------------- | ---------------- |
| Джерело:                                      |                  |                  |                  |                  |                  |                  |                  |                  |                  |                  |                  |                  |                  |